# Servizio navale della Polizia penitenziaria
Il Servizio navale della Polizia penitenziaria è un reparto della Polizia penitenziaria istituito con il Decreto del presidente della Repubblica del 31 ottobre 1983. Fra i compiti assegnati vi è quello di fornire supporto operativo e logistico ad alcune particolari strutture carcerarie.

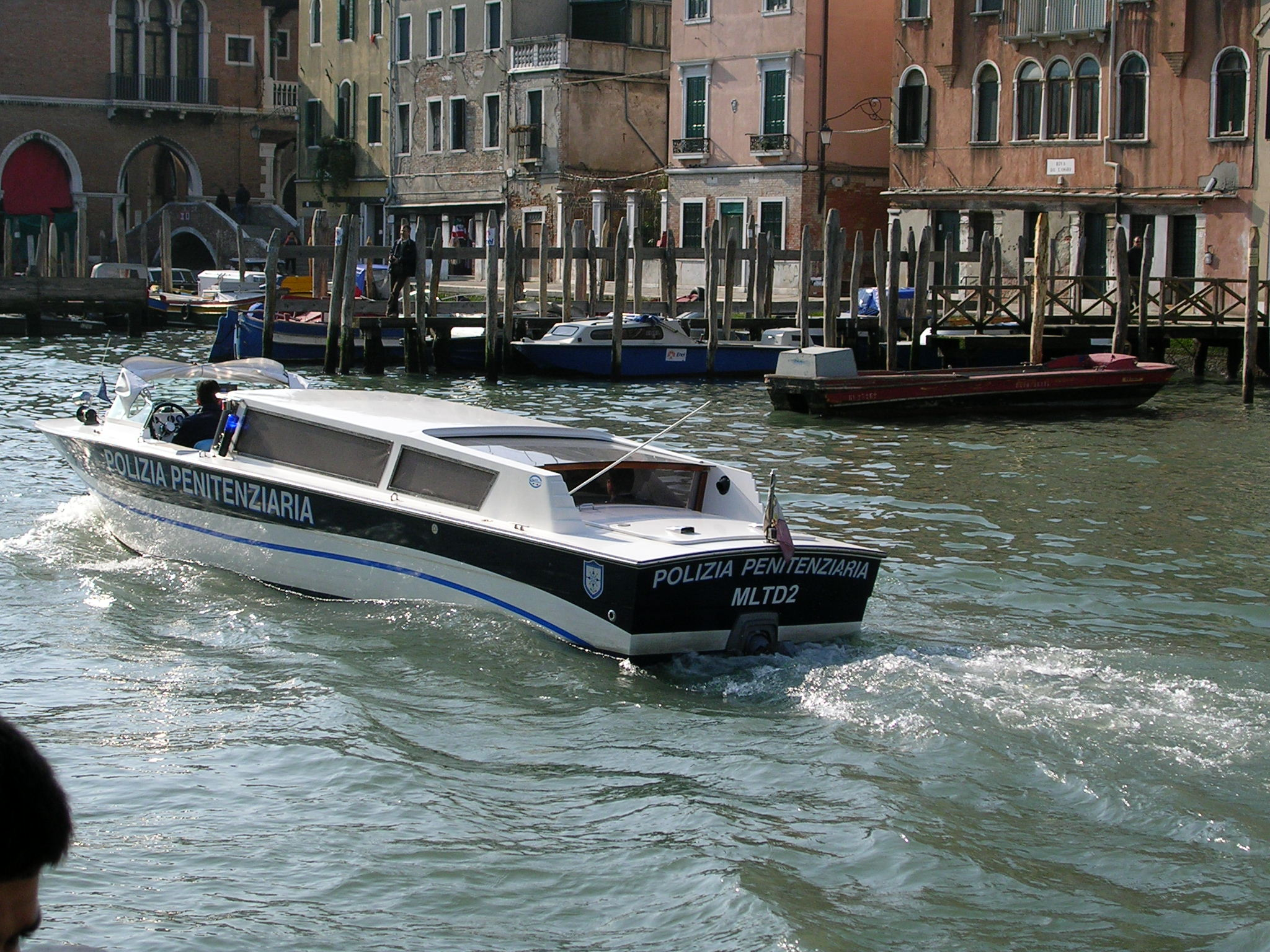
Motovedetta lagunare in servizio a Venezia

Il Servizio navale svolge anche compiti come il pattugliamento delle acque nelle vicinanze delle strutture detentive, il trasporto di personale e materiali, il sostegno dal mare alle attività di ricerca di evasi sulla terraferma, il pronto intervento e il soccorso in mare. In origine uno dei principali scopi del reparto era quello di presidiare le isole adibite a penitenziario, ma con la chiusura degli istituti di pena dell'Asinara e di Pianosa l'attività di traduzione dei carcerati è diventata predominante.

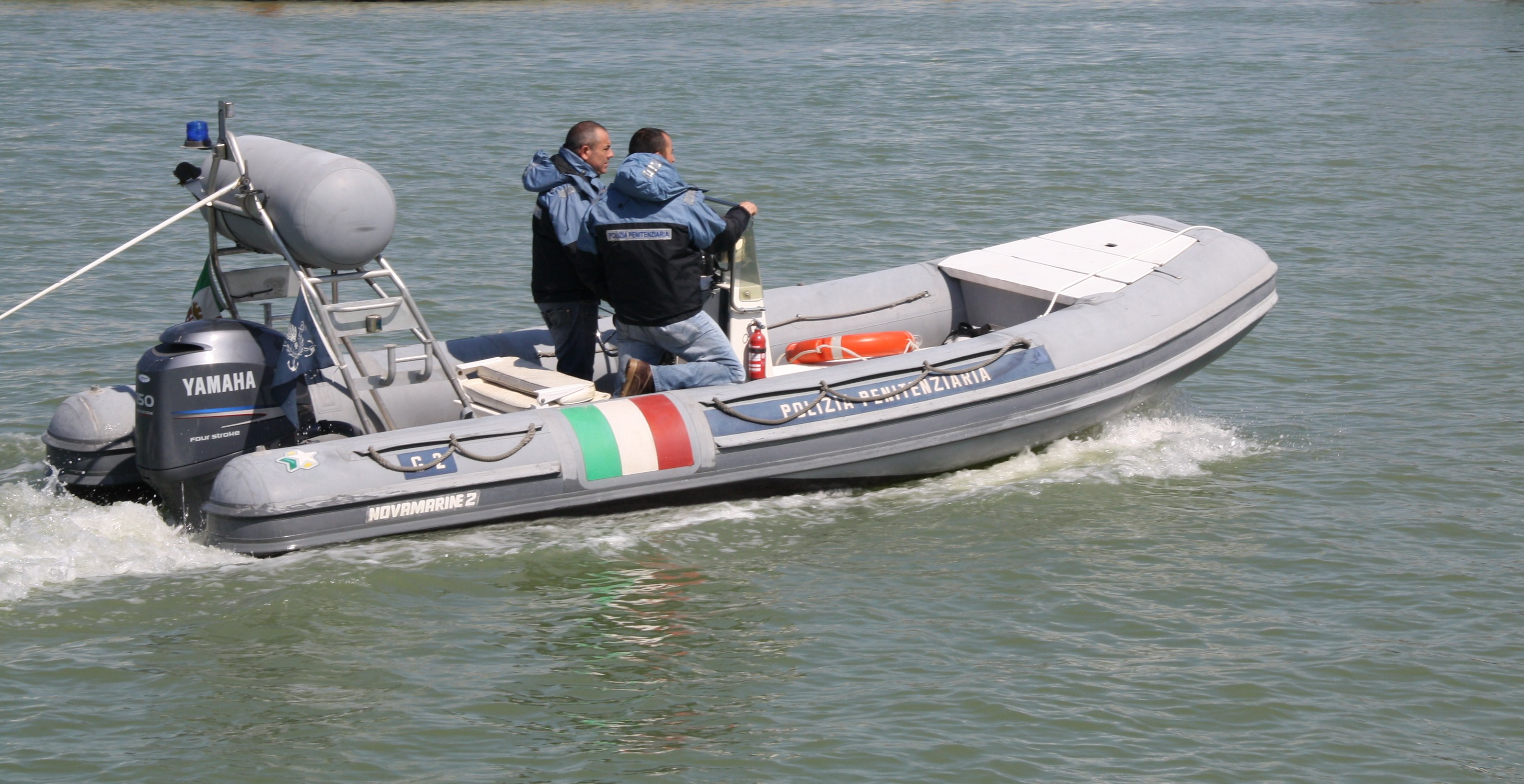
Battello pneumatico della Polizia penitenziaria

 Il DPR n. 740 del 1983 dispose che le unità navali facenti parte del naviglio in dotazione a quello che all'epoca era il Corpo degli agenti di custodia fossero inquadrate nel "naviglio militare dello Stato" e nel 1985 fu iscritto in tale inquadramento un primo gruppo di sei motovedette d'altura.

## Flotta
La flotta è divisa in naviglio d'altura, costiero e d'uso locale in base al tipo di prestazioni e di autonomia delle imbarcazioni. Il naviglio d'uso locale è adatto alla navigazione entro le sei miglia dalla costa, quello costiero può navigare entro le venti miglia mentre per quello d'altura non sussistono limitazioni particolari.

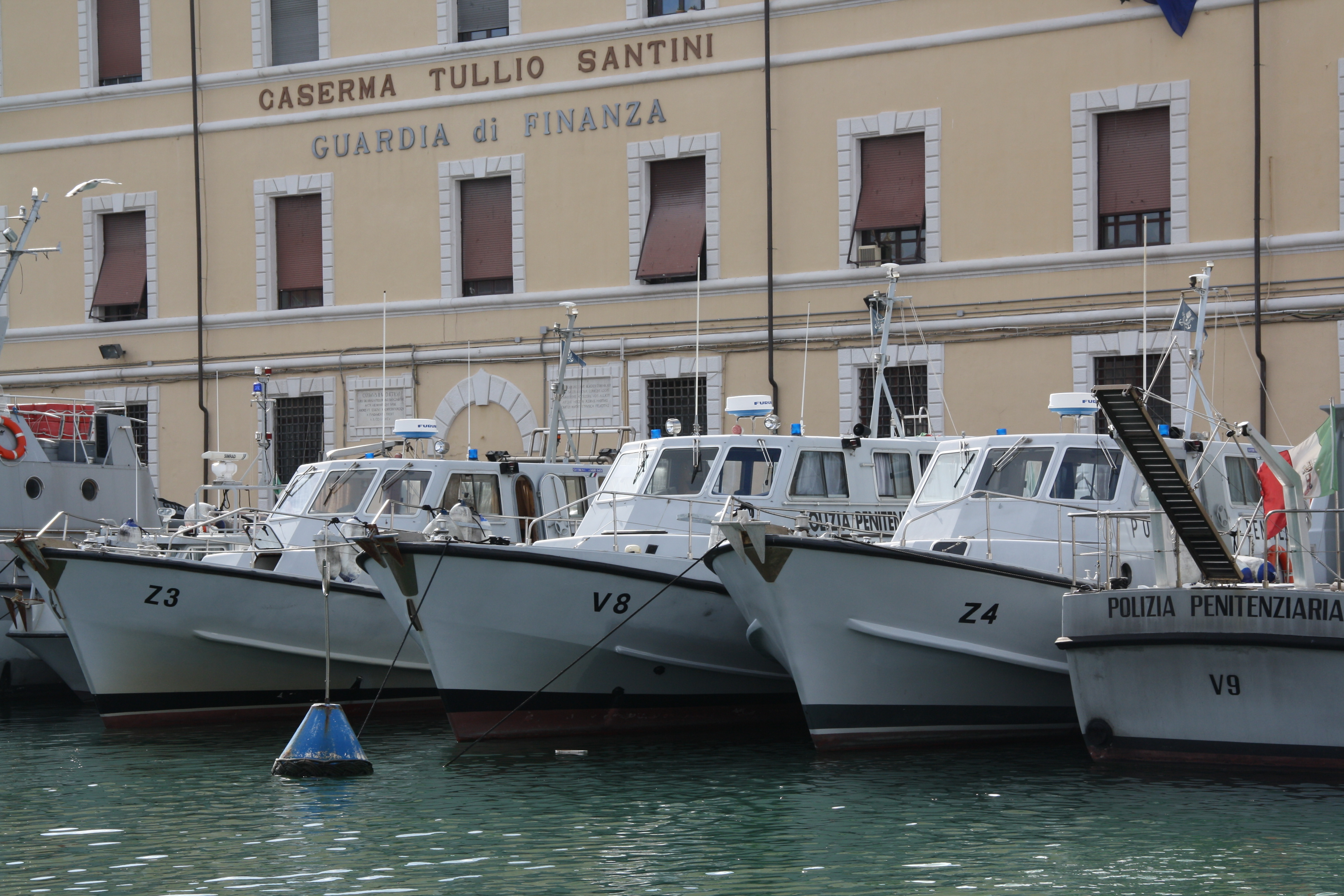
Motovedette della Polizia penitenziaria ancorate al porto di Livorno

 La Polizia penitenziaria ha in dotazione un totale di 37 imbarcazioni di cui 13 motovedette d'altura, 5 motovedette costiere, 16 motoscafi lagunari e 3 gommoni d'altura.

## Basi navali
Le basi navali sono situate a:
- Venezia
- Isola di Gorgona
- Porto Azzurro-Marina di Campo
- Napoli.[2]

Presso la base navale di Venezia il reparto svolge ordinariamente il servizio di trasporto via mare dei detenuti, servizio che è svolto solo straordinariamente nelle altre località. Nel 2008 è stata smantellata la base navale della polizia penitenziaria di Porto Torres, la prima del corpo, istituita nel 1982, in funzione del carcere dell'Asinara.

## Personale
Il personale ammonta a 110 unità tra agenti, sovrintendenti e ispettori. L'addestramento del personale si svolge presso la Scuola nautica della Guardia di Finanza di Gaeta e presso la Scuola sottufficiali della Marina Militare a La Maddalena. 